# Бейсово
Бе́йсово (рос. Бейсово, башк. Бәйес) — присілок у складі Архангельського району Башкортостану, Росія. Входить до складу Арх-Латиської сільської ради.
Населення — 96 осіб (2010; 120 в 2002).
Національний склад:
- башкири — 67 %